# Чорноярово (Бурятія)
Чорноярово (рос. Черноярово) — село Мухоршибірського району, Бурятії Росії. Входить до складу Сільського поселення Підлопатинського.
Населення — 7 осіб (2015 рік).